# Джордж Герберт, 5-й граф Карнарвон
Джордж Едвард Степхоуп Моліно Герберт, 5-й граф Карнарвон (англ. George Edward Stanhope Molyneux Herbert; 26 червня 1866, Хайклер, графство Беркшир, Англія — 5 квітня 1923, Каїр, Єгипет) — британський єгиптолог, керівник експедиції, в ході якої Говард Картер знайшов гробницю Тутанхамона. Член Палати лордів Великої Британії.

## Біографія
Син Генрі Говарда Герберта (1831–1890), 4-го графа Карнарвона і леді Евелін Стенхоуп (1834–1875). До смерті батька носив титул лорда Порчестера (Lord Porchester).
Здобув освіту в Ітоні та Трініті-коледжі Кембриджського університету, захоплювався полюванням, стрибками, колекціонував старожитності. Коли британський єгиптолог Ернест Бадж запропонував йому зайнятися вивченням єгиптології, Карнарвон познайомився з Говардом Картером.
26 червня 1895 року в церкві Святої Маргарити Карнарвон одружився з Альміною Вікторією Марією Олександрою Вумвелл, дочкою Марі Бойєр (дружини Фредеріка Чарльза Вумвелла), але її справжній батько, як вважали, був Альфред Ротшильд з клану Ротшильдів, який зробив леді Карнарвон своєю спадкоємицею.
Їх діти — Генрі Джордж Альфред Маріус Віктор Френсіс Герберт (7 листопада 1898 рік — 22 вересня 1987 рік) і Леді Евелін Леонора Альмина Герберт (15 серпня 1901 рік — 1980 рік).

## Єгиптологія
У 1906 році Джордж Карнарвон і археолог Говард Картер розпочали розкопки у Єгипті поблизу Фів і Дейр-ель-Бахрі. В результаті багаторічних досліджень учені виявили гробниці фараонів XII та XVIII династій, описані ними в спільній праці «П'ять років досліджень у Фівах» (Five Years' Exploration at Thebes, 1912).
Перша світова війна перервала дослідження, але незабаром після її закінчення розкопки були відновлені й в листопаді 1922 рік Карнарвон і Картер відкрили гробницю Тутанхамона, фараона періоду Амарни XIV ст. до н. е. Похоронна камера була розкрита в лютому 1923 року, а в січні 1924 був знайдений саркофаг.

## Смерть
19 березня 1923 року Карнарвон отримав важкий комариний укус та до того зазнав порізу бритвою. 5 квітня він помер від пневмонії у готелі Continental-Savoy в Каїрі. Це призвело до поширення історії про «прокляття Тутанхамона», «Прокляття мумії». Його смерть, найімовірніше, пояснюється отруєнням крові й наступною пневмонією. Гробниця Карнарвона, то відповідно для археолога, знаходиться у стародавньому форті на пагорбі Бікон-Хілл.